# バイパス道路

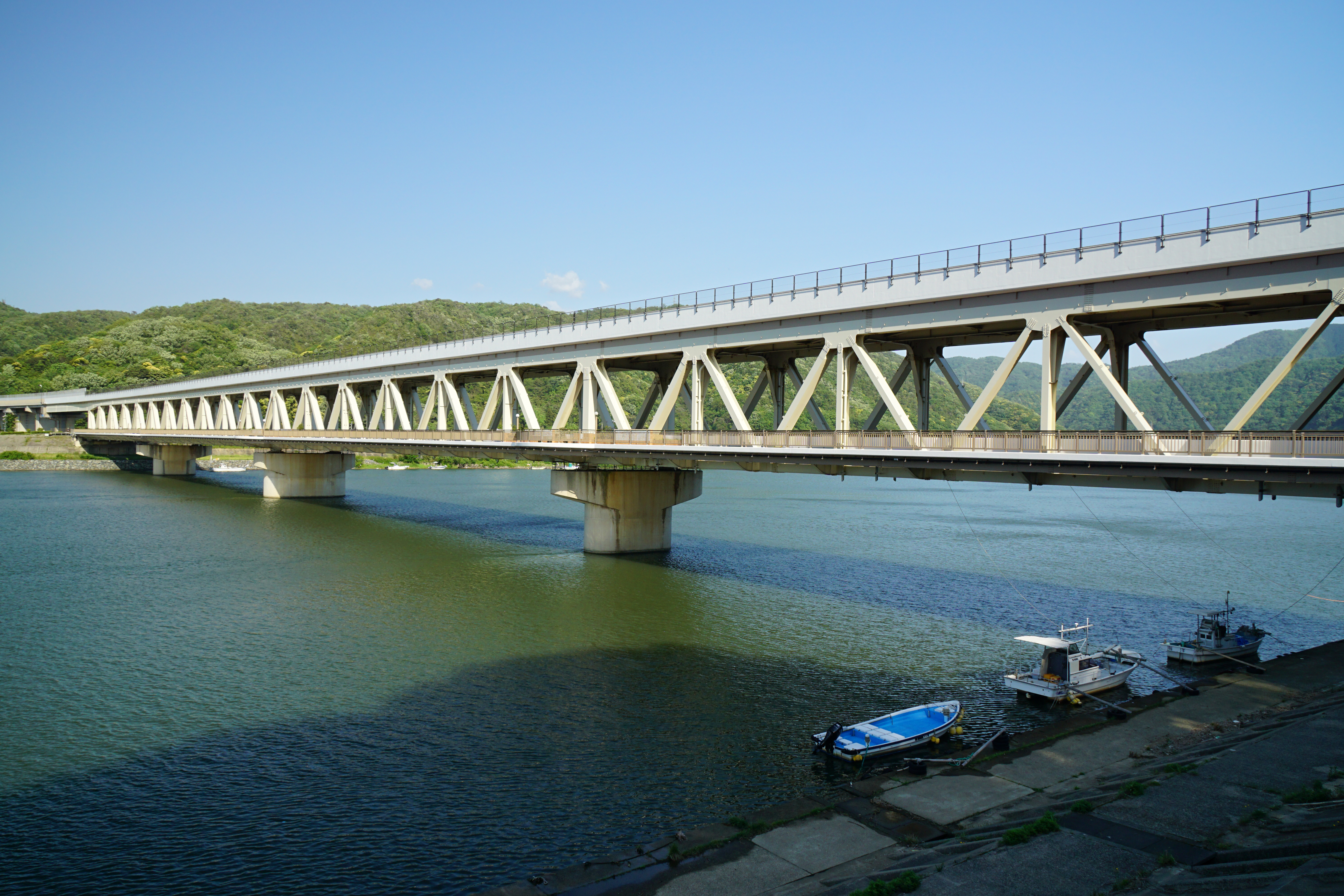
江津バイパス（国道9号バイパス）

バイパス道路（バイパスどうろ、英語：bypass）とは、市街地などの混雑区間を迂回、または峠・山間部などの狭隘区間を短絡するための道路である。単にバイパス、またはBPと略される。英語のバイパスは、「付随的」「間接的」を意味し、本来は血管手術や電気回路設計などで使用される用語であったが、現在は主にメイン道路を避けて通過できる道路にも用いられるようになった。

## 建設の目的
バイパス建設は道路の安全性の向上や物流の高速化などを目的に行われる。交通量が増加して渋滞が発生している場合、道路交通容量を超える交通集中、あるいは交差点など交通処理システムの問題が考えられる。このうち道路交通容量を超える交通集中に対しては、道路拡幅やバイパス道路の建設といった道路改良事業によって道路交通容量を大きくすることで問題解決が図られる。
バイパス道路は既存の道路に新たに併設する道路である。
中心市街地では一般に道路に流入する交通量が増えるために交通渋滞が起こりやすくなり、特に渋滞が酷く交通の流れに支障をきたす道路では、そこに並行して、より広く、信号も交差点も少ない道路を造り、全体の交通の流れを改善させようとするものである。また、海岸線、山岳地の峠道、渓流沿いなど、線形が悪い狭隘道路でトンネルや橋で急勾配を少なくし、つづら折れなどのカーブをなくすなど、曲がりくねった道を全体として見通しの良い緩やかな線形に整えて道路を拡幅し、自動車が走りやすく改良することもある。このため、バイパス道路として造られたトンネルの坑口付近や橋の側には、旧道への分岐点やその遺構が見られることが多い。

### 定義

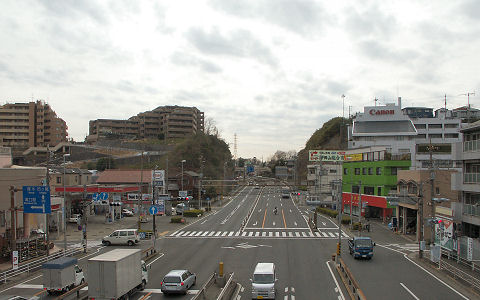
東京・横浜バイパス（国道246号バイパス）

狭義には、本道の2地点間を別経路で接続する道路を指す。本道と同じ路線名が付与され、区別するために「○○バイパス」などの名称が付加される。バイパス道路の起終点のうち、一方あるいは両方が本道と接続していないこともあるが、将来、延伸して接続する構想がある場合や、他の路線を経由した間接接続として建設されたものもある。
広義には、「○○バイパス」の名称がついていなくても、実質的にバイパスの役割をしている別の路線のことも指す。バイパスとして建設された道路が本道（現道ともいう）となり、それまで本道だったものが旧道として格下の路線となる場合がある。バイパスが本道となった場合、通常こちらはバイパスではなくなるが、道路の愛称名がない場合や「バイパス」という呼称が強く浸透している場合などは、引き続きそれが用いられることがある。
また、複数の路線を横に接続する道路がバイパスと名付けられることもある。
バイパス道路は通行料が無料の場合と有料の場合がある。多額の事業費がかかった場合などには、受益者負担の観点により、道路利用者から料金を徴収する有料道路となる場合がある。この場合、償還が終わるなどして有料のバイパス道路が無料開放される事例もみられる。
日本の行政機関の専門用語では、全線開通したバイパス道路を新しい「現道」とし、従来の道路は「旧道」として一般に扱われることが多いが、バイパスとして両端が現道に連結されず、全線開通に至らない部分開通したバイパス道路区間は、「新道」に区分される。

### 構造
基本的には、在来の旧道と比べ、線形改良と拡幅がなされ、カーブや勾配を少なくするためにトンネルや掘割・高架橋を多用したり、信号を少なくするために立体交差構造にしたりと、より高規格な道路として開通する。なお、計画時の整備予算の都合や交通量の予測、用地収用の進捗などにより暫定2車線道路として開通し、後に拡幅・完成になる場合や、平面交差で開通し、後に当初計画の通り、あるいは計画変更して立体交差化される場合もある。バイパスの建設に伴い、カルバートボックスやオーバーブリッジのような横断施設のほか、インターチェンジの位置変更、サービス道路（側道）の建設、下水道管のルート変更等の整備が必要になることがある。
バイパス道路は計画された道路全体が完成してから開通させる場合と、計画したバイパスの延長が長距離のケースなどでは、道路を管理する行政の予算的な都合に応じて、その一部の区間だけを年度ごとに順次完成させ、従来の道路と交差する連絡道路で結び、はしご状に段階的に供用してゆく場合がある。

## バイパスの効果

### 有効性
バイパス建設の有効性は、事業道路における交通量、交通事故の発生状況、走行時間の短縮、内部収益率（社会的割引率）などが考慮される。
交通量
バイパス建設は交通量の伸びに対応して道路の安全性の向上や物流の高速化などを目的に行われる。バイパスの建設により、長距離交通の増加や、一般道路から高速道路への転換交通の増加が生じるようになることがある。交通需要の大幅な伸びにより、以前建設されたバイパス道路が手狭となり、バイパス道路をさらにバイパスする道路の建設も行われている。
交通事故の抑制
バイパス建設は交通量を低減させることで交通事故率を減少させることを目的とするが、タイヤの破裂やスピード違反など他の要因による事故がみられることもある。
走行時間の短縮
バイパス建設は走行時間の短縮による物流の高速化なども目的にしている。
内部収益率
財務的内部収益率（FIRR）は、建設費、維持管理費、債務支払費用、税金等を費用、料金収入を定量的便益として算定される。また、経済的内部収益率（EIRR）は建設費、維持管理費を費用、燃料節約、維持管理費低減を定量的便益として算定される。

### 効果

#### 都市部での効果
ある市街地に対してバイパス道路を設置することにより、通過交通（その道路を通過するだけの交通）が市街地を通ることによって発生する渋滞・事故・騒音・振動・排ガス汚染・舗装劣化などの問題を軽減したり防いだりすることができる。市街地では難しい大規模な道路拡幅も可能となる。通過交通のためだけでなく、その市街地を出発地または目的地とする交通を円滑にする役割も持つ。
主要道路でありながら車線数が少なかったり線形が悪いなどの要因でボトルネックになっている区間などの交通問題を解消するため、一般的には建造物の密集した市街地を避け、土地取得の比較的容易な郊外部に建設するケースが多い。

#### 山間部での効果
山間部に多くみられる屈曲した狭隘区間に対してバイパス道路を建設することにより、ボトルネックを解消し、疎遠であった地域間交通を促進する効果が発生する。また、大型車の通行を可能とすることで物流の活性化を図ることができるうえに、救急車のよりスムーズな走行が可能となる為地域の救命救急にも貢献できる。
路肩崩落などの災害が多発する区間に設けられるバイパス道路の場合は、事故発生防止・災害復旧費用の節減・災害復旧のための不通期間の縮小などの効果が期待される事も多い。

## バイパスの影響

### 主な影響
住民移転や用地取得
バイパス建設には住民移転や用地取得が必要な場合が多く工期に影響することがある。
社会環境への影響
流入制限された道路の建設により交通事故の減少など安全性が高まるが、集落間の往来や公共サービスへのアクセスに影響が出ることがある。
地域経済の発展
事後評価で道路による工業品や農産物の輸送など地域の流通が盛んになり、立地条件の向上により企業が進出することで雇用が創出されたり、道路が観光ルートとなることで経済交流が進むなどの効果がみられる。一方で農地や地域社会の分断などマイナス面が生じることもある。
自然環境への影響
道路建設を行う地域での貴重な動植物に対する配慮や工事の実施による騒音等に対する配慮が必要となる。プラス面では交通量の分散により、渋滞が軽減され大気汚染が改善されたり、騒音公害が減少することなどが挙げられる。

### 日本での建設後の道路管理
バイパス道路がつくられるとそれまでの道路は「旧道」と呼ばれるようになることが多い。また、この「旧道」は行政上移管されて格下の道路区分（例えば、一般国道に対する都道府県道・市町村道）に位置づけられることがある。ただし一般国道のバイパス道路が有料である場合は、償還期限が過ぎて無料化されるまで、旧道も一般国道指定のままであることが通例である。また、新道が現道に位置づけられた場合はバイパスという名称は不自然であるが、そのままになっている場合も多い。地方都市では、車の往来がバイパス道路に移ってしまい、本来の国道現道などのメイン道路があまり使われなくなり、寂れてしまうことがある。山岳地帯の場合は交通需要や道路維持費用の都合により旧道が放棄されてそのまま廃道になる場合もある。大都市周辺では、バイパス開通後も旧道の交通量は多く、依然として主要道路として機能することも少なくなく、在来道路が国道であった場合は、都道府県道・市町村道への降格に反対する沿線住民もいることから、路線指定は国道のままとなる場合がある。また、1〜2桁番号の幹線国道にバイパスが開通したときは、旧来の路線番号から3桁の路線番号指定へ変わることもある。
なお、高速道路を建設するため、一般国道のバイパスという名目で国土交通省直轄の高速道路が建設されることもある。このような場合は、基幹道路としての国道が格下げされることはない。

## 海のバイパス
フェリーの航路であって、陸上交通の道路があるがこれを代替する役割がある場合、これを「海のバイパス」と通称することがある。